# Annonsera!
Annonsera! är en svensk komedifilm från 1936 i regi av Anders Henrikson.

## Handling
Direktör Millers son Henry uppvaktar damer, lever lyxliv och skaffar sig skulder som fadern betalar, men en dag tröttnar pappan och drar in krediten.
Henry visar intresse för sin fars privatsekreterare Mary, men hon avspisar honom. Pappan erbjuder henne då 10 000 kronor om hon kan få sonen att börja arbeta. För att inte förlora Mary och riskera att bli arvlös letar Henry fram sin mammas gamla kokbok där han hittar ett recept på en billig hushålls- och toalettvål.
Tillsammans med vännen Ambrosius och Mary lägger Henry upp en reklamkampanj för tvålen som döps till 13-tvålen. Så nu blir han konkurrent till sin egen far som hittills har haft monopol på tvålmarknaden, men nu är fadern helt plötsligt inte så glad för att sonen börjat arbeta - Det är ju rena bluff-bluffen! utropar han.

## Om filmen
Filmen spelades in 7 januari - 20 mars 1936 i Filmstadens ateljéer. Den hade premiär den 19 augusti 1936 och är barntillåten. Filmen har även visats på Sveriges Television.
Filmen är baserad på pjäsen It Pays to Advertise av Roi Cooper Megrue och Walter Hackett.

## Rollista
Källa: 
- Thor Modéen - Direktör Miller, chef för Tvålbolaget Miller & Co.
- Håkan Westergren - Henry Miller, direktör Millers son
- Åke Söderblom - Ambrosius Bergman
- Birgit Tengroth - Mary Lind, direktör Millers sekreterare
- Valdemar Dalquist - Oskar Fagerberg, tvålfabrikör
- Anders Henrikson - Adolf Fagerberg, fabrikör Fagerbergs son
- Eric Abrahamsson - Karlsson, bötesindrivningsman

### Ej krediterade
- Ruth Stevens - Eva Zander
- Hjördis Petterson
- Eric Gustafson
- Ka Nerell
- Sven-Eric Gamble
- Arnold Sjöstrand
- Hartwig Fock
- Ingrid Luterkort
- Margit Tirkkonen
- Sonja Claesson
- Jullan Jonsson
- Oscar Åberg
- Jean Claesson
- Wictor Hagman
- Carl-Harald
- Börje Nilsson
- Siri Olson
- Mary Hjelte

## Musik i filmen
- Elle est à vous, kompositör Maurice Yvain, instrumental[7]

## DVD
Filmen gavs ut på DVD 2016.